# Gornje Stative
Gornje Stative is een plaats in de gemeente Karlovac in de Kroatische provincie Karlovac. De plaats telt 447 inwoners (2001).